# Samir Khan
Samir ibn Zafar Khan (Riad, 25 de diciembre de 1985 – Yemen, 30 de septiembre de 2011) fue el editor de la revista electrónica Inspire, vinculada a Al Qaeda en la Península arábiga (AQAP por su sigla en inglés). De ascendencia paquistaní y nacido en Arabia Saudí, vivió gran parte de su vida en Estados Unidos, por lo que era ciudadano estadounidense. Falleció en Yemen junto a Anwar al-Awlaki —quien por entonces era una de las mayores figuras de AQAP— como consecuencia del ataque de un dron estadounidense.

## Primeros años
Samir Khan nació en Riad, capital de Arabia Saudí. Sus padres eran descendientes de paquistaníes. Creció en Queens, Nueva York, y vivió parte de su adolescencia en Westbury, Nueva York. Se graduó en la escuela secundaria W. Tresper Clarke High School en 2003. Durante su paso por la misma escribió para el periódico escolar y fue un miembro activo del coro.
De acuerdo a la información proporcionada por sus compañeros de clase, se negó a recitar el Juramento de Lealtad y responsabilizó a los estadounidenses de los ataques del 11 de septiembre de 2001. Khan, junto con su familia, se mudó a Charlotte, Carolina del Norte, en el 2004. Allí residió hasta el año 2009, cuando se trasladó a Yemen. A partir de ese momento, cortó toda relación con su familia. Tras su muerte, un amigo de la familia reveló a la CNN que el padre de Khan no estaba de acuerdo con las ideas de su hijo, e incluso había buscado ayuda para cambiar los puntos de vista radicales de su vástago en varias ocasiones.

## Actividades
Fue conocido por llevar a cabo durante años una intensa campaña de propaganda online a favor del yihadismo. Operó diversos blogs desde la casa de sus padres bajo el seudónimo “InshallahShaheed”, que puede ser traducido como “mártir si Dios quiere”. Uno de los blogs, también llamado “InshallahShaheed”, iniciado en el año 2005, se volvió muy popular, llegando a situarse entre el 1 % de los millones de sitios web con más visitas en el 2007, según el contador de tráfico de Alexa.
Mediante sus blogs, ensalzó las acciones de Al Qaeda y sus grupos afines, además de expandir una ideología extremadamente radical. Ayudó a sus seguidores a encontrar producciones violentas de grupos yihadistas, escudándose en los derechos emanados de la Primera Enmienda a la Constitución de los Estados Unidos.
Tras su traslado a Yemen, Khan se convirtió en el editor de la publicación electrónica Inspire, uno de los principales instrumentos de propaganda de AQAP. En el segundo número de la revista escribió un artículo titulado I am proud to be a traitor to America (en español, Estoy orgulloso de traicionar a América; siendo “América” un término para designar a Estados Unidos). En dicho escrito, Khan dijo haberse convertido en un rebelde contra el “imperialismo de Washington", razón por la cual decidió viajar hasta Yemen. Afirmó que pasó un tiempo en Saná, la capital del país, haciéndose pasar por un profesor de inglés hasta que pudo viajar a una de las bases de AQAP.
Según Ben Venzke, CEO de IntelCenter, empresa estadounidense dedicada al estudio de, entre otros actores, grupos terroristas, “el objetivo principal de Inspire no es solo persuadir a los lectores a volar a Yemen y unirse al grupo, sino también proporcionarles la inspiración, el marco ideológico, la filosofía y la mecánica práctica para fabricar una bomba o realizar un tiroteo”. De hecho, Inspire ha mostrado a lo largo de sus diecisiete números cómo construir artefactos explosivos o, incluso, herramientas para descarrilar trenes. Se sospecha que los terroristas del atentado de la maratón de Boston, ocurrido el 15 de abril de 2013, usaron uno de los números de Inspire para fabricar las bombas utilizadas en el ataque.

## Muerte
Khan murió en la gobernación de Yauf (Yemen) en el marco de un ataque llevado a cabo por un dron estadounidense. En el mismo ataque también murió Anwar al-Awlaki, una figura prominente de Al Qaeda. Ambos eran ciudadanos estadounidenses. Según funcionarios de Estados Unidos, Khan no era un objetivo suficientemente significativo para haber sido blanco específico, pero murió porque acompañaba a al-Awlaki. A pesar de su muerte, Inspire ha continuado publicándose periódicamente. No obstante, actualmente se desconoce la identidad de su actual editor o editores.

### Reacciones
El abogado y periodista Glenn Greenwald dijo que la muerte de Khan fue una violación de la cláusula del debido proceso legal de la Quinta Enmienda a la Constitución de los Estados Unidos, que establece que ninguna persona será "privada de vida, libertad o propiedad sin el debido proceso legal". Sin embargo, algunos expertos en derecho internacional afirmaron que el ataque que mató a Khan era legal. El profesor Scott Silliman, profesor de la Facultad de Derecho de la Duke Law School, afirmó que la actividad de Awlaki "lo puso en la categoría de objetivo legítimo". Por otro lado, Peter Bergen, experto en antiterrorismo, comentó sobre la muerte de Khan lo siguiente: "El hecho de que el editor de la revista también haya sido asesinado es un problema para AQAP, particularmente en lo que se refiere a su esfuerzo de reclutamiento occidental, porque las dos personas que principalmente hablaron con el mundo occidental están ahora muertas".
Después de la muerte de Khan, su familia emitió una declaración criticando al Gobierno de Estados Unidos, preguntándose: "¿Fue este estilo de ejecución la única solución? ¿Por qué no pudo haber habido una captura y juicio? ¿Dónde está la justicia? Mientras lloramos a nuestro hijo, debemos hacer estas preguntas".